# Herzlake
Herzlake is een gemeente in de landkreis Emsland in de Duitse deelstaat Nedersaksen. De gemeente telt 4.593 inwoners.

## Bestuur
De gemeente maakt deel uit van de gelijknamige Samtgemeinde.
Herzlake ligt iets ten noordwesten van de Ankumer Höhe (zie Teutoburgerwoud) aan de rivier de Hase, tussen Haselünne en Löningen.

## Dorpen
De gemeente Herzlake bestaat uit de volgende dorpen
- Bookhof
- Felsen
- Herzlake
- Neuenlande
- Westrum

## Geschiedenis
De huidige gemeente Herzlake ontstond in 1974 door gemeentelijke herindeling van Herzlake met de voormalige gemeenten Bookhof, Felsen, Neuenlande en Westrum.

## Bezienswaardigheden
- Museumspoorlijn van de Eisenbahnfreunde Hasetal e.V.

- Gemeinsame Normdatei: 4307043-7
- Library of Congress Control Number: n89123142
- MusicBrainz: 6a87f90e-d6f8-4914-887e-39af3d332982
- Nationale Bibliotheek van Israël: 987007562781105171
- Virtual International Authority File: 160286446
- WorldCat: E39PBJktqBF8TrHg98Xb68Rh73

Andervenne ·
Bawinkel ·
Beesten ·
Bockhorst ·
Börger ·
Breddenberg ·
Dersum ·
Dohren ·
Dörpen ·
Emsbüren ·
Esterwegen ·
Freren ·
Fresenburg ·
Geeste ·
Gersten ·
Groß Berßen ·
Handrup ·
Haren (Ems) ·
Haselünne ·
Heede ·
Herzlake ·
Hilkenbrook ·
Hüven ·
Klein Berßen ·
Kluse ·
Lähden ·
Lahn ·
Langen ·
Lathen ·
Lehe ·
Lengerich ·
Lingen ·
Lorup ·
Lünne ·
Meppen ·
Messingen ·
Neubörger ·
Neulehe ·
Niederlangen ·
Oberlangen ·
Papenburg ·
Rastdorf ·
Renkenberge ·
Rhede ·
Salzbergen ·
Schapen ·
Sögel ·
Spahnharrenstätte ·
Spelle ·
Stavern ·
Surwold ·
Sustrum ·
Thuine ·
Twist ·
Vrees ·
Walchum ·
Werlte ·
Werpeloh ·
Wettrup ·
Wippingen